# Men, Women, and Chainsaws
Men, Women, and Chain Saws: Gender in the Modern Horror Film  é um livro escrito pela americana Carol J. Clover em 1992. Nele, ela investiga os gêneros em filmes de terror e o apelo do cinema de terror, em particular os filmes slasher, de ocultismo e de estupro e vingança, a partir de uma perspectiva feminista. Embora esses filmes pareçam oferecer prazer sádico a seus telespectadores, Clover argumenta que essas películas são criadas para fazer com que os espectadores se identifiquem não com o vilão, mas, sim, com a vítima feminina — a "final girl"—, que finalmente derrota seu perseguidor. O livro foi nomeado ao Bram Stoker Awards de 1992 na categoria de Melhor não-ficção.